# Cratere Bovary
Bovary  è un cratere sulla superficie di Eros.